# Geum velenovskyi
Geum velenovskyi är en rosväxtart som beskrevs av Borb.. Geum velenovskyi ingår i släktet nejlikrotsläktet, och familjen rosväxter. Utöver nominatformen finns också underarten G. v. rubripetalum.